# بهاكتي ياداف
الدكتورة باكتي ياداف (3 أبريل 1926 - 14 أغسطس 2017) كانت طبيبة نسائية هندية أول أنثى تحصل على بكالوريوس طب وجراحة من إندور، الهند، وقد اعُترف بها من خلال حصولها على واحدة من أعلى الأوسمة المدنية في الهند، بادما شري. كانت معروفة بكرمها، بما في ذلك تقديم العلاج المجاني منذ عام 1948.

## حياة مبكرة
ولِدت في 3 أبريل 1926 في أوجين في ماهيدبور. تنحدر من عائلة مشهورة من ماهاراشترا. في عام 1937 عندما تم تثبيط تعليم الفتيات، أعربت عن رغبتها في الحصول على دراسات عليا. أرسلها والدها إلى قرية قريبة حيث كانت تدرس حتى المستوى السابع. بعد ذلك، زار والدها إندور لقبولها في مدرسة Ahilya Ashram، مدرسة البنات الوحيدة في إندور في ذلك الوقت. في عام 1948، التحقت بكلية هولكار للعلوم بإندور للحصول على درجة البكالوريوس. كانت متفوقة في الكلية في السنة الأولى.

## تعلم الطب
لقد حصلت على بكالوريوس الطب والجراحة من كلية مهاتما غاندي التذكارية الطبية حيث تم قبولها بناءً على نتائجها الموثوقة للمعيار الحادي عشر. كانت السيدة الوحيدة من بين إجمالي 40 طالبًا.

## حياة مهنية
رفضت عروض عمل من الحكومة للعمل في دار الأمومة ناندالال بهانداري لعلاج زوجات عمال المطاحن الفقراء. أسست دار فاتاساليت للمسنين مع زوجها في مقر إقامتها، وهو مفتوح منذ 36 عامًا حتى الآن. يتم الآن الاعتناء به من قبل الدكتور شيتان إم ياداف، ابنها والدكتورة سونيتا ياداف، زوجة ابنها. أجرى الدكتور بهاكتي ياداف 1.5 عملية بما في ذلك 70000 ولادة طبيعية. عالجت حوالي ألف مريضة دون أن تتقاضى أي رسوم.

## وفاتها
توفيت في منزلها في 14 أغسطس 2017، عانت من هشاشة العظام وأمراض أخرى مرتبطة بالعمر، وفقدت وزنها باستمرار خلال الأشهر الأخيرة من حياتها.

## روابط خارجية
- دكتور جايابراكاش